# Iliazd
Iliazd, pseudônimo de Iliá Mikhailovich Zdaniévitch , 
nome em georgiano ილია ზდანევიჩი, nome em russo Илья́ Миха́йлович Здане́вич (21 de abril de 1894,  Tiflis, Rússia, hoje Tbilisi, Geórgia - 25 de dezembro de 1975, Paris, França), foi um poeta, romancista, ensaísta, pintor, tipógrafo e editor de língua russa, comumente associado ao movimento Dadá, tendo sido, porém, autor de poemas tipográficos e que exploravam a linguagem transmental dos futuristas russos, sendo um defensor destes. 

## A vida e a arte

### Em Tiflis e São Petesburgo
Comumente associado ao movimento Dadá na Geórgia, na Rússia e em Paris Iliazd foi, na realidade, um artista de vanguarda que extrapolou este movimento.

Fez parte de um grupo de vanguarda em Tiflis que incluía o cubo-futurista Aleksei Krutchônikh e Igor Terentiev. 

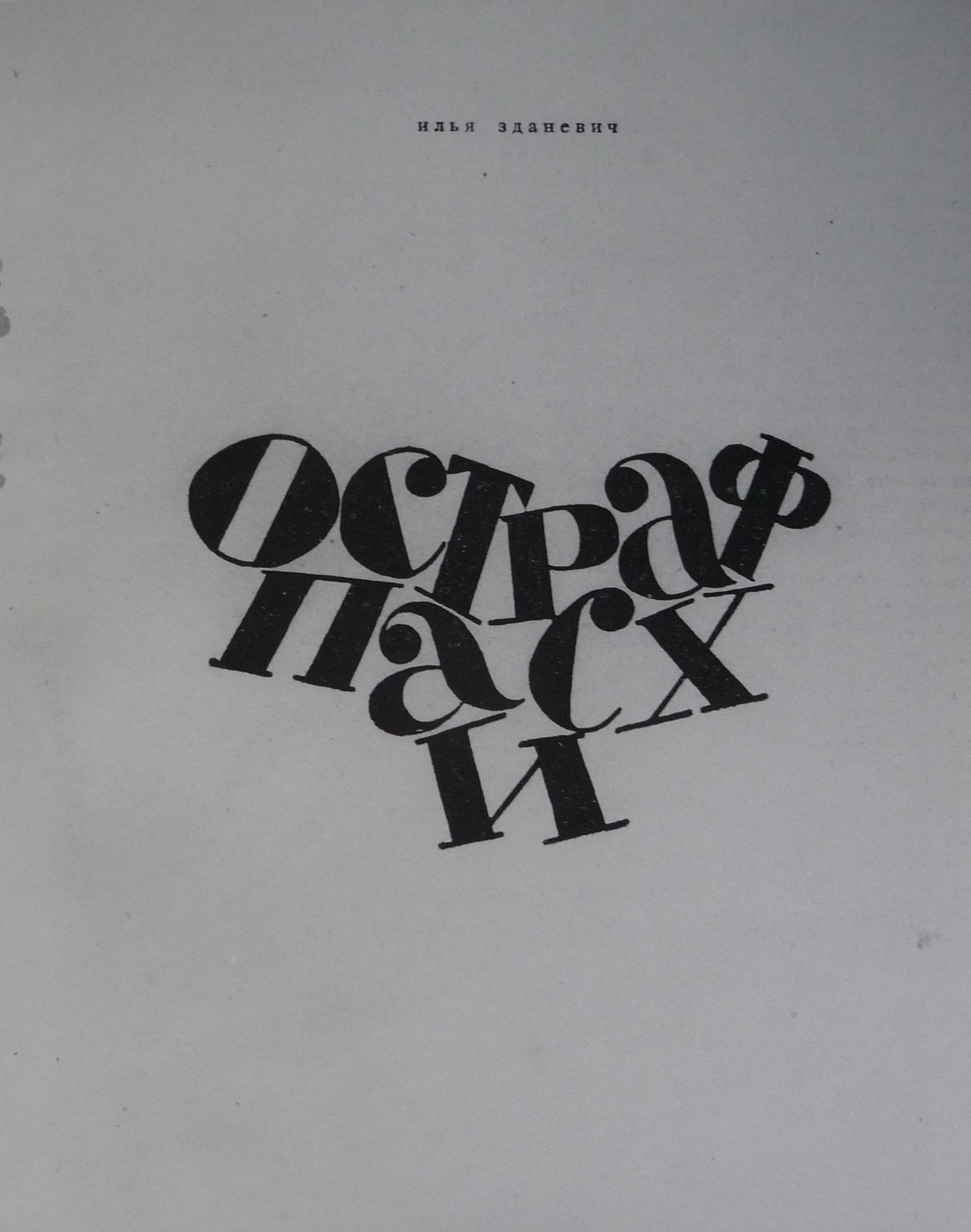
Ostraf Pashi, de Iliazd. Tiflis, 1919. Capa

Tendo estudado direito em São Petesburgo, ligou-se aos grupos de vanguarda desta cidade (incluindo artista como Michel Ledentu, Mikhail Larionov e Natalia Goncharova) e de Moscou, tendo tornado-se um defensor ardoroso dos futuristas a partir de 1911. Foi um dos primeiros poetas a usar a técnica Zaúm do grupo Hylaea, dando a esta uma elaboração própria e requintada. Conforme Gérard Durozoi no seu "Dicionário de arte moderna e contemporânea", é considerado o introdutor do termo "futurismo" na Rússia.
Sendo pintor, tal atividade repercutiu na sua obra poética, sendo ele autor de poemas tipográficos e sendo notável sua contribuição para a tipografia artística. Estudioso da cultura antiga da Geórgia, seu grupo vanguardista naquele país foi o responsável pela descoberta e divulgação do pintor Pirosmanichvíli.

### Em Paris
Em 1921, Iliazd transferiu-se para Paris, com uma bolsa do governo georgiano, então em poder dos Mencheviques, vivendo, a partir daí, no Ocidente. 
Participou das experiências da vibrante vanguarda francesa da época, convivendo com Picasso (com quem colaborou em 9 livros), Tristan Tzara, Chagall, Max Ernst, Paul Eluard e outros, divulgando a nova poesia russa e se associando ao movimento dadaísta. 
Em 1923, publicou em língua russa Lidantiu faram, considerada uma obra revolucionária pela audácia e virtuosismo de sua edição, pela "Grau 41", editora criada por ele próprio na Geórgia. 
Desde então, foi também autor também de romances e de estudos sobre variados temas como cultura georgiana, africana, história bizantina, viagens dos séculos XIV ao XVI, astronomia, astrologia, etc, além de ter sido editor de importantes livros caídos no esquecimento. Parte de sua obra continua inédita.